# El fantasma del rey Leopoldo

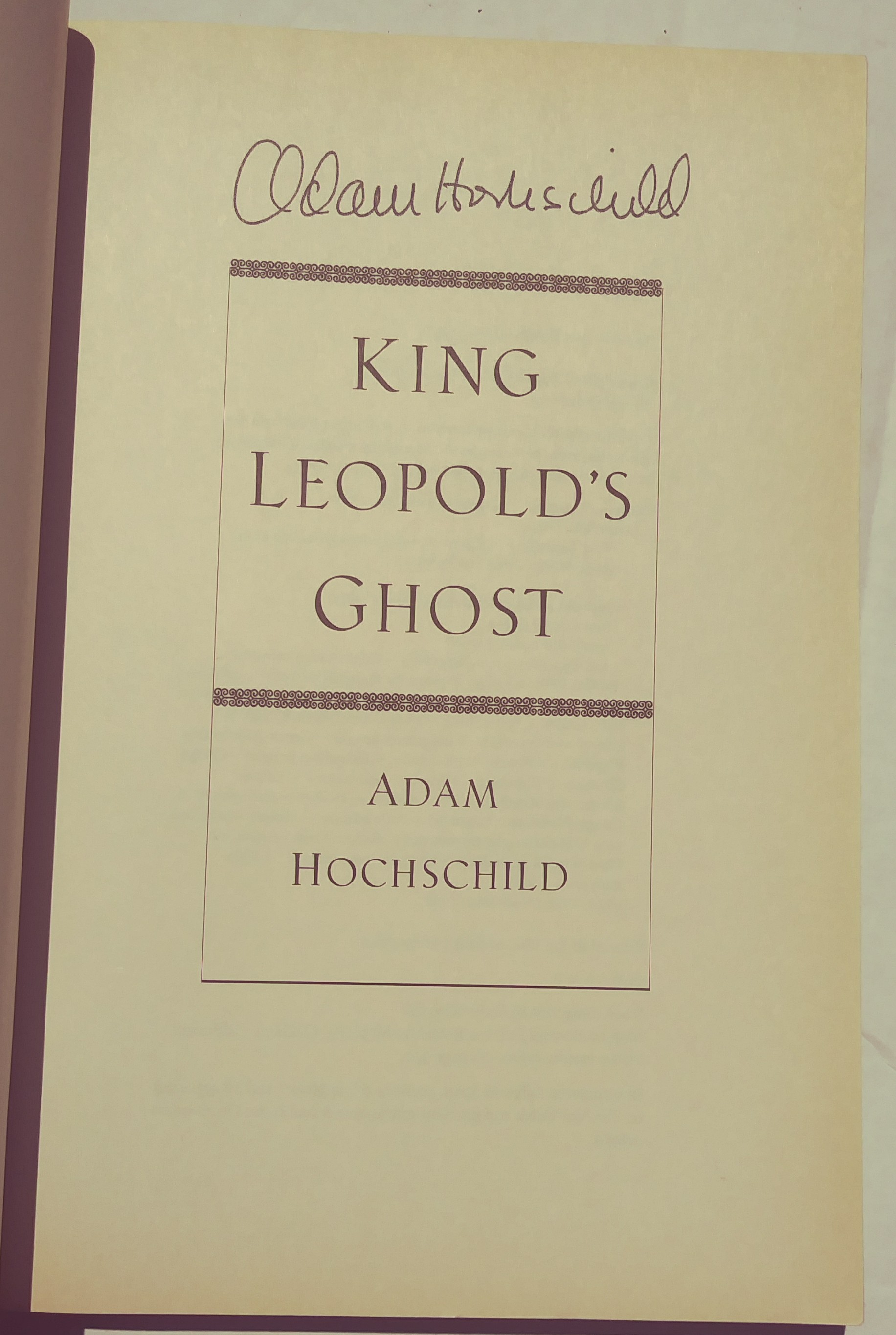
Libro :El fantasma del rey Leopoldo

El fantasma del rey Leopoldo es un libro de Adam Hochschild acerca de la explotación del Estado Libre del Congo por parte de Leopoldo II de Bélgica. El objetivo del libro es sacar a la luz los crímenes cometidos por los gobernantes blancos de África. Tras ser rechazado por 9 de 10 editores en Estados Unidos, el libro se convirtió en un inesperado éxito de ventas. En 2005 había vendido unos 400.000 ejemplares en una docena de idiomas.
El título está tomado del poema El Congo, del poeta estadounidense Vachel Lindsay. Condenando las acciones de Leopoldo, Lindsay escribe: Escucha el aullido del fantasma del Rey Leopoldo, / ardiendo en el Infierno por sus legiones de mancos.
El libro fue llevado a la pantalla en 2006 por Pippa Scott.

## La historia del Congo
Hochschild describe a Leopoldo como un hombre avaricioso, quien, obsesionado por el deseo de una colonia, oculta sus intenciones reales bajo "filantrópicos" propósitos. Mediante un complejo montaje de intrigas políticas, corrupción y propaganda, se gana la ayuda de uno de los grandes exploradores de su tiempo, Henry Morton Stanley, así como a la opinión de poderosos estados. Mediante la Conferencia de Berlín y otros esfuerzos diplomáticos finalmente obtiene el reconocimiento internacional de su colonia. Establece entonces un sistema de trabajos forzados que mantiene a los habitantes de la cuenca del Congo en condiciones de virtual esclavitud.
En el apasionado libro de Hochschild. El rey Leopoldo ocupa su lugar entre los grandes tiranos de la historia. Reduce la población de lo que Hochschild describe como su feudo privado de 20 millones de habitantes a 10 millones en 40 años.
Los héroes del libro (si se les puede llamar así en un libro de no ficción) son los enemigos de Leopoldo, todos aquellos que alertaron al mundo sobre la realidad del Estado Libre del Congo:
- George Washington Williams, un Afroamericano político e historiador, el primero en dar cuenta de las atrocidades en el Congo.
- William Henry Sheppard, otro afroamericano, un misionero Presbiteriano que proporcionó un testimonio directo sobre las atrocidades.
- E. D. Morel, Un periodista británico y agente marítimo que entendió por medio de los documentos comerciales del Estado libre del Congo que mientras millones de dólares en caucho y marfil salían del Congo, lo único que viajaba allí eran rifles y cadenas. De esta evidencia dedujo que el Congo era un estado de esclavos, y dedicó el resto de su vida a combatirlo.
- Sir Roger Casement, diplomático británico que impulso al gobierno británico a sumarse a las protestas internacionales contra los belgas. El compromiso de Casement tuvo el irónico efecto de desviar la atención sobre el colonialismo británico, según Hochschild. La Asociación para la Reforma del Congo fue formada siguiendo a las investigaciones de Casements.

Hochschild dedica un capítulo a Joseph Conrad, el famoso escritor anglo-polaco, que era solo un capitán de un vapor en el Congo en los primeros años de la colonización belga. Hochschild observa que la novela de Conrad El corazón de las tinieblas, a pesar de su abstracto y evocativo tema, es, de hecho, bastante realista en la descripción del Estado libre del Congo y que su principal protagonista, Kurtz, se inspira en funcionarios del Estado reales. Debido a que El corazón de las tinieblas es probablemente uno de los libros más conocidos del siglo XX, sus certezas sicológicas y morales son tan profundas que ocultan la realidad literal. Hochschild encuentra cuatro probables modelos para Kurtz: hombres que alardeaban de cortar las cabezas de los africanos rebeldes y a veces mostrarlas, tal y como Kurtz hace en El corazón de las Tinieblas.

## Documentación y bibliografía
Adam Hochschild se inspira en las investigaciones de varios historiadores, muchos de los cuales fueron belgas. Especialmente cita a Jules Marchal, un antiguo diplomático y funcionario belga que pasó veinte años de su vida tratando de romper el silencio de los belgas sobre las masacres. La documentación no fue fácil de obtener. Se dice que los hornos en Bruselas estuvieron más de una semana quemando papeles que incriminaban a Leopoldo II cuando su propiedad privada del Congo pasó a manos del Estado belga, y por muchos años, las autoridades belgas evitaron el acceso a lo que quedaba de los archivos. Mucha de la información que Hochschild usa fue acumulada por los enemigos de Leopoldo.
Hochschild escribe: "La edición en francés de los cuatro volúmenes de l'histoire du Congo de 1876 à 1910 (la historia del Congo desde 1876 hasta 1910), por Jules Marchal, constituye hasta la fecha el mejor estudio sobre este período crucial. Me he inspirado en su libro, estrictamente hablando enciclopédico, innumerables.  Jules Marchal afirma en particular que “la colonización belga, en su primera etapa, fue la colonización más espantosa después de la de los españoles en la India en el siglo XVI».
Aunque casi ninguno de los especialistas en historia africana, fuera de Bélgica, cuestiona las altas cifras de muertos en el Estado libre del Congo, la cuestión es todavía delicada en la misma Bélgica. El Museo Real de África, fundado por el mismo Leopoldo II, organizó una exhibición especial sobre el Congo colonial. En la revista New York Review of Books, Hochschild acusó al museo de distorsión y evasión.
También en 2005, los editores estadounidense e inglés de El fantasma del rey Leopoldo reeditaron el libro con un nuevo epílogo de Hochschild, en el que habla acerca de las reacciones al libro, la cifra de muertos y los acontecimientos en el Congo desde su publicación.

## Revisiones y críticas
Hochschild ha sido alabado por los críticos por su habilidad en narrar la historia. Aunque admitiendo que la mayoría de los hechos mostrados en el libro ya eran conocidos (aunque aparecían en libros y documentos no fáciles de encontrar), la mayoría de los historiadores y especialistas en África aprecia su capacidad para contar la historia con precisión. El libro de Hochschild fue alabado por especialistas africanos tales como Robert Harms de la Universidad de Yale y la ganadora del Premio Nobel de literatura, la sudafricana Nadine Gordimer.
Hochschild ha dicho que su intención era contar al historia de un modo que "devolviera la vida a los personajes, que sacara a la luz la dimensión moral que yace tras un gran crimen y una gran cruzada." Su elección fue la base de su éxito. Pero algunos críticos belgas deploraron su comparación entre Leopoldo II y famosos asesinos de masas como Hitler y Stalin.
El historiador belga Jean Stengers, cuyos trabajos se citan como fuente en El fantasma del rey Leopoldo, declaró en un artículo periodístico que los juicios morales de Hochschild no eran "justificables respecto al lugar y la época" y que sus conclusiones sobre la escala del crimen en masa se basaban en estadísticas incompletas. Dejó también caer la sospecha de que la objetividad histórica del libro de Hochschild estaba afectada por el deseo de atraer lectores, especialmente los afroamericanos.
Hochschild fue también criticado por Barbara Emerson, autora de una biografía de Leopoldo II, la cual describió el libro de Hochschild como "un trabajo muy vulgar" y declaró que, "Leopoldo no comenzó el genocidio. Él ambicionaba dinero y eligió no interesarse cuando las cosas se escaparon de control." (Hochschild, no obstante nunca ha calificado lo ocurrido en el Congo como genocidio. El fantasma del rey Leopoldo hace una distinción clara entre genocidio y muertes en masa como resultado de un sistema de trabajos forzados.)
Hochschild replicó a Stengers, acusándole de no aceptar las implicaciones de sus propias investigaciones. Aunque Stengers era "un historiador meticuloso y de talento", estaba condicionado por su visión colonialista. Hochschild declara que las estimaciones sobre la reducción de población en el Congo que cita en su libro están tomadas, en parte, directamente del propio Stengers.
Jules Marchal, por el contrario, mostró su admiración por el libro de Hochschild. Lo definió como "Una obra maestra, sin un simple error acerca de las acciones históricas que describe." Él mismo recordó al público que las conclusiones de Hochschild estaban confirmadas por su propio trabajo sobre las fuentes originales. Muchos otros expertos belgas en el periodo, como la antropóloga Jan Vansina, también apoyaron a Hochschild. E Isidore Ndaywel è Nziem, un historiador congoleño cuya Historia general del Congo fue publicada el mismo año que El fantasma del rey Leopoldo, calculó la cifra de muertos en la era de Leopoldo II y la inmediatamente posterior en aproximadamente 13 millones, una cifra mayor incluso que la de varios historiadores que Hochschild cita.